# Montrodat
Montrodat – miejscowość i gmina we Francji, w regionie Oksytania, w departamencie Lozère.
Według danych na rok 1990 gminę zamieszkiwało 968 osób, a gęstość zaludnienia wynosiła 47 osób/km² (wśród 1545 gmin Langwedocji-Roussillon Montrodat plasuje się na 349. miejscu pod względem liczby ludności, natomiast pod względem powierzchni na miejscu 366.).

## Populacja

Populacja Montrodat w latach 1962-2008